# Prince d'Orléans et de Bragance
 (juin 2022).
La mise en forme du texte ne suit pas les recommandations de Wikipédia : il faut le « wikifier ».
Les points d'amélioration suivants sont les cas les plus fréquents. Le détail des points à revoir est peut-être précisé sur la page de discussion.
- Les titres sont pré-formatés par le logiciel. Ils ne sont ni en capitales, ni en gras.
- Le texte ne doit pas être écrit en capitales (les noms de famille non plus), ni en gras, ni en italique, ni en « petit »…
- Le gras n'est utilisé que pour surligner le titre de l'article dans l'introduction, une seule fois.
- L'italique est rarement utilisé : mots en langue étrangère, titres d'œuvres, noms de bateaux, etc.
- Les citations ne sont pas en italique mais en corps de texte normal. Elles sont entourées par des guillemets français : « et ».
- Les listes à puces sont à éviter, des paragraphes rédigés étant largement préférés. Les tableaux sont à réserver à la présentation de données structurées (résultats, etc.).
- Les appels de note de bas de page (petits chiffres en exposant, introduits par l'outil «  Source ») sont à placer entre la fin de phrase et le point final[comme ça].
- Les liens internes (vers d'autres articles de Wikipédia) sont à choisir avec parcimonie. Créez des liens vers des articles approfondissant le sujet. Les termes génériques sans rapport avec le sujet sont à éviter, ainsi que les répétitions de liens vers un même terme.
- Les liens externes sont à placer uniquement dans une section « Liens externes », à la fin de l'article. Ces liens sont à choisir avec parcimonie suivant les règles définies. Si un lien sert de source à l'article, son insertion dans le texte est à faire par les notes de bas de page.
- La présentation des références doit suivre les conventions bibliographiques. Il est recommandé d'utiliser les modèles {{Ouvrage}}, {{Chapitre}}, {{Article}}, {{Lien web}} et/ou {{Bibliographie}}. Le mode d'édition visuel peut mettre en forme automatiquement les références.
- Insérer une infobox (cadre d'informations à droite) n'est pas obligatoire pour parachever la mise en page.

Pour une aide détaillée, merci de consulter Aide:Wikification.
Si vous pensez que ces points ont été résolus, vous pouvez retirer ce bandeau et améliorer la mise en forme d'un autre article.
 (juin 2022).
Le contenu est difficilement compréhensible vu les erreurs de traduction, qui sont peut-être dues à l'utilisation d'un logiciel de traduction automatique.

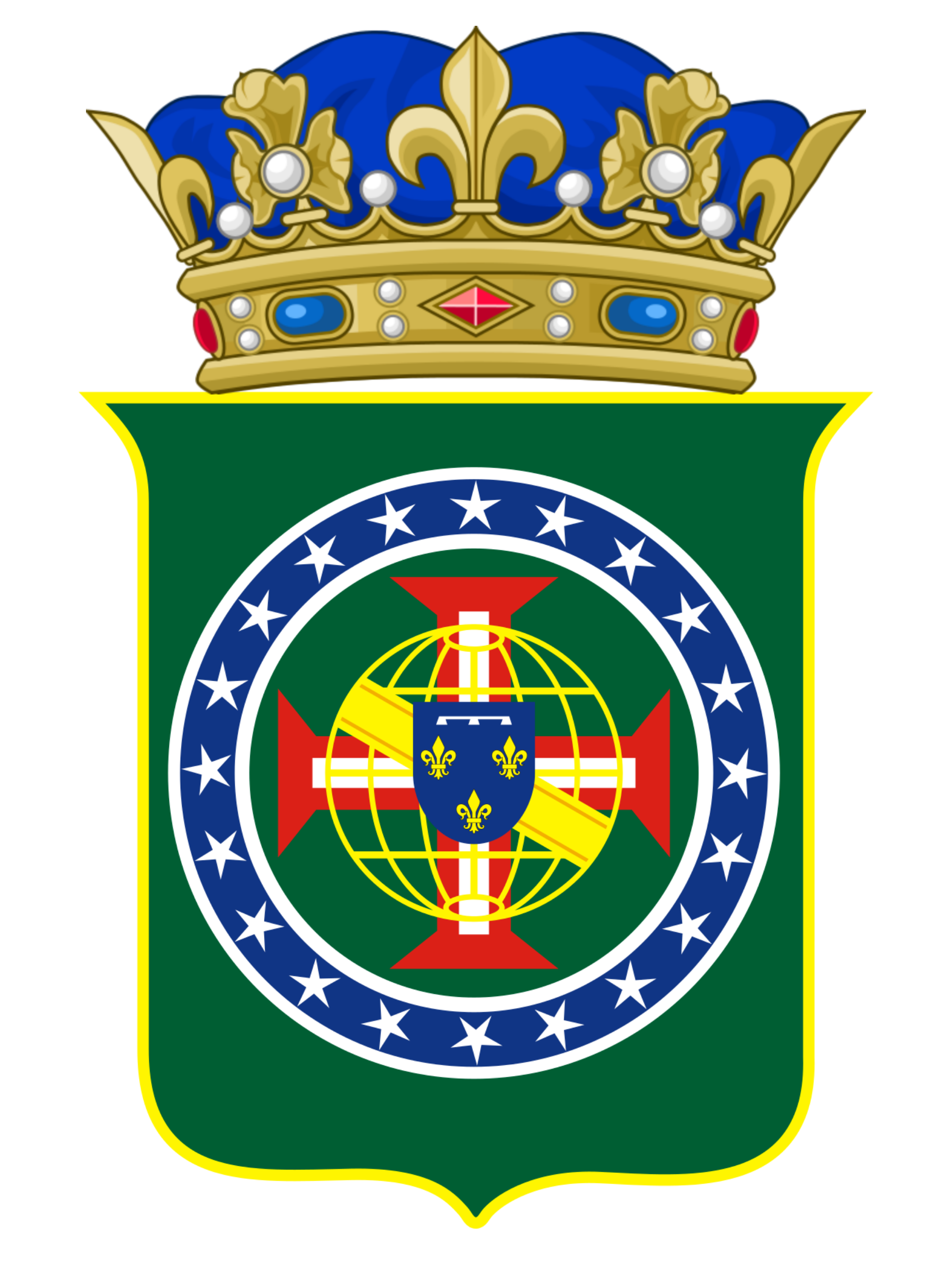
Armoiries des princes d'Orléans et de Bragance.

Prince d'Orléans et de Bragance ou princesse d'Orléans et de Bragance est un titre de noblesse officieusement attribué à tous les descendants masculins directs et légitimes de Gaston d'Orléans, comte d'Eu et prince impérial consort du Brésil.
La Maison royale de France, dont le comte d'Eu faisait partie depuis sa naissance jusqu'à ce qu'il renonce à ses droits dynastiques français en 1864, après avoir épousé la princesse impériale Isabelle du Brésil, a précisé que le titre de prince d'Orléans et de Bragance ne fait pas partie des titres de noblesse de la royauté française mais est reconnu de manière informelle, puisqu'en 1848 la monarchie a été abolie en France, et avec elle tous les titres de noblesse, et qu'en tant que maison non régnante, elle n'avait aucun pouvoir pour une reconnaissance formelle d'un tel titre dans le cadre d'une maison distincte de la Maison royale de France (la maison d'Orléans). Il est également précisé que les princes d'Orléans et de Bragance auraient les mêmes honneurs que les princes de la Maison royale de France et recevraient le traitement d'Altesse Royale.

## «Prince titulaire» d'Orléans et de Bragance

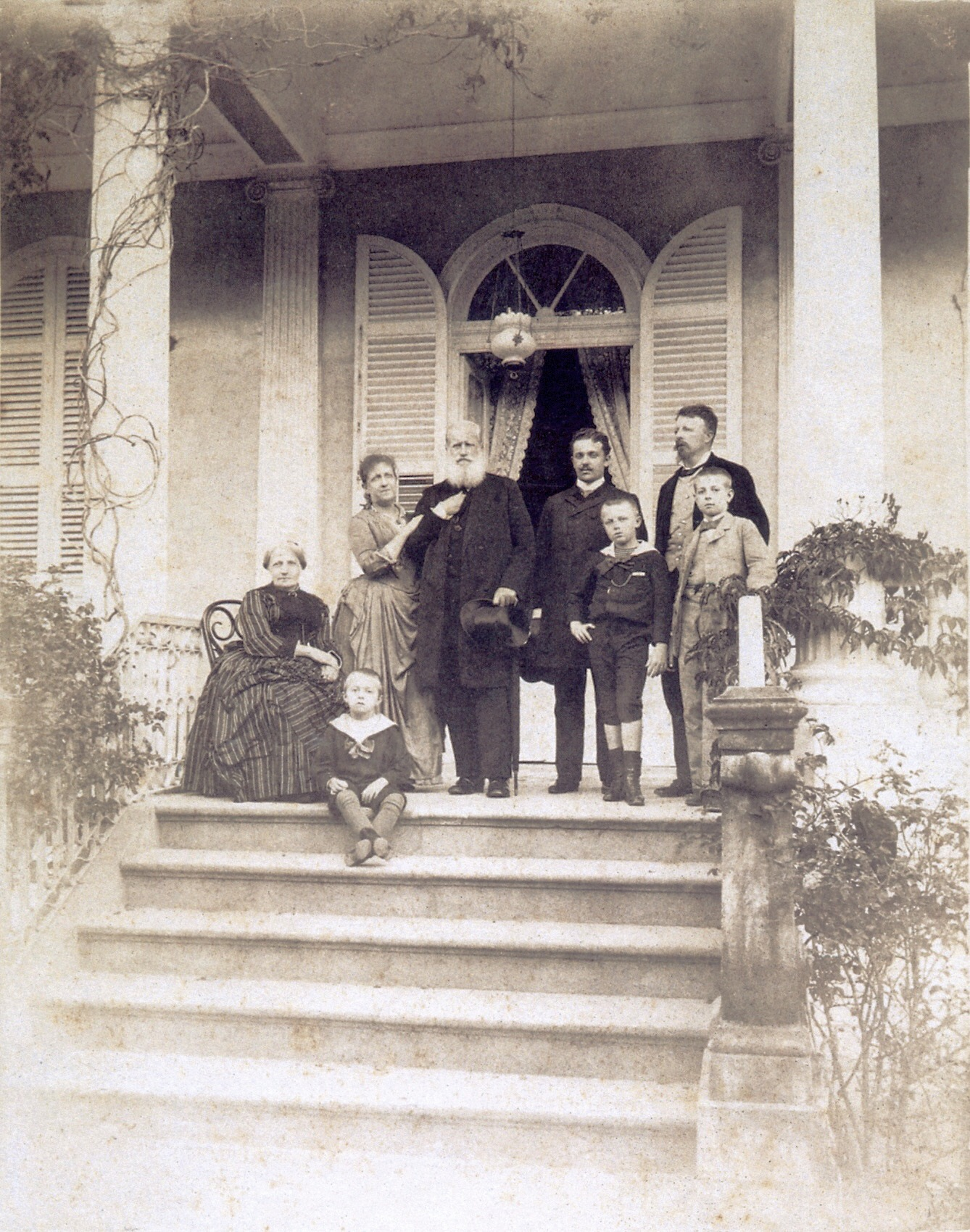
La famille impériale, lors de la proclamation de la république.

Il est admis parmi les monarchistes brésiliens que le chef de la maison « princière » d'Orléans et de Bragance est toujours le descendant masculin le plus âgé du prince Pierre d'Orléans-Bragance, apparaissant ainsi parmi les membres de la branche de Petropolis, bien que le titre allégué soit également étendu à la branche de Vassouras.
Il a été convenu, cependant, que même ainsi, le chef de la maison « princière » est en dessous du chef de la maison impériale brésilienne aux commandes de la dynastie. Jusqu'à récemment, le symbole de la direction était la plume d'or utilisée par la princesse impériale Isabelle du Brésil, pour signer la loi d'or, toujours transmise à l'aîné des hommes, après avoir été vendue au Musée impérial (installé dans l'ancien palais d'été de la famille impériale, à Petrópolis, dans les montagnes de Rio de Janeiro) par le prince Pedro Carlos d'Orléans-Bragance, en 2006, pour un montant de 500 000 réaux brésiliens,.
Officiellement, il n'y a plus de royauté au Brésil, du fait de l'abolition de la monarchie en 1889, et le titre de « prince » porté par les descendants de l'ancienne famille royale est dépourvu de toute reconnaissance légale. Le consensus parmi les monarchistes n'a aucune validité pratique, ne servant que leurs propres intérêts, en tant qu'héraldique.

### Princes d'Orléans et de Bragance (branche de Petrópolis)
1. Pierre d'Orléans-Bragance, « prince » de Grão-Pará (1875-1891), plus tard « prince impérial » du Brésil (1891-1908) puis « prince titulaire » d'Orléans et de Bragance (1909-1940) ;
2. Pierre-Gaston d'Orléans-Bragance, « prince titulaire » d'Orléans et Bragance (1940-2007) ;
3. Pedro Carlos d'Orléans-Bragance, « prince titulaire » d'Orléans et de Bragance (depuis 2007).

### Princes d'Orléans et de Bragance (branche de Vassouras)
1. Pedro Henrique d'Orléans-Bragance, « prince titulaire » d'Orléans et Bragance (1921-1981) ;
2. Luiz d'Orléans-Bragance, « prince titulaire » d'Orléans et Bragance (1981-2022) ;
3. Bertrand d'Orléans-Bragance, « prince titulaire » d'Orléans et Bragance (depuis 2022).